# Carassai
Carassai är en ort och kommun i provinsen Ascoli Piceno i regionen Marche i Italien. Kommunen hade 1 018 invånare (2018).